# 若宮谷ダム
若宮谷ダム（わかみやだにダム）は、徳島県三好市西祖谷山村一宇、吉野川水系の若宮谷川に建設されたダム。高さ32.2メートルの重力式コンクリートダムで、四国電力のダムである。

## 概要
四国電力の一宇水力発電所のダムで、徳島県三好市西祖谷山村一宇の祖谷川の支流である若宮谷川に位置する。1933年（昭和8年）に着工し、1935年（昭和10年）より運営が開始される。

## 沿革
- 1933年（昭和08年） - 着工[1]。
- 1935年（昭和10年） - 完成。